# Orisol
El Oriol más conocido por Orisol u Orixol es una montaña de 1.128 metros de altitud perteneciente a los Montes Vascos. Está situado en Álava, País Vasco (España).
Está situado en las peñas de Arangio o Etxaguen sobre la cuenca del río Deba, en la vertiente cantábrica y la del Zadorra en la mediterránea. Forma parte de los llamados Montes del Duranguesado.

## Descripción
Sobre el valle de Aramayona, tierra de Álava que se incrusta entre Vizcaya y Guipúzcoa, se alza el Orisol, una ancho monte de caliza blanca salpicado de bosques de hayas. Es la máxima altura de las peñas de Arangio o Etxaguen que se prolonga con el Ipizte hasta el Amboto.
Su nombre, Orisol u Orixol, es la deformación de Oriol, terminó documentado desde antiguo. Actualmente la Real Academia de la Lengua Vasca (Euskaltzaindia) ha determinado que era ese su topónimo.
Tiene una punta secundaria, la de Santikurutz de 1.109 m que se alza sobre la ermita de La Santa Cruz y está separada de la principal por el collado de Arriaundijak.

## Leyendas
El Orisol es el centro de numerosas leyendas, la mayoría de ellas relacionadas con tesoros escondidos. Estas leyendas han dado lugar a que el monte sea recorrido por muchos buscadores de tesoros. 
Dicen que cerca del caserío de Urdingio se encuentra escondida la llamada la bolsa de lonbide que es un cofre repleto de oro. En el caserío Arrola Goikoa hay otro cofre similar y en varias cuevas del macizo parece ser que las tropas francesas guardaron alguno de los botines de guerra. Para confirmación de estas leyendas esta el hecho de que se halló un cencerro lleno de monedas, seguramente los ahorros de algún pastor.

## Ascensos
Hay varios itinerarios para llegar a la cima del Orisol. Podemos seguir cualquiera de estos:
- Desde el puerto de Krutzeta.

Desde el puerto nos dirigimos a la ermita de San Cristóbal y de desde allí, por la Cruz de Arangio, siguiendo la creta, hasta la ermita de la Santa Cruz y rodeando su pico, por el hayedo hasta la cumbre por el portillo de Leziaga.
- Desde Aramayona.

Se sube a alguno de los collados de Leziaga, Etxaguen o Gantzaga y desde allí a la cumbre.
- Desde Urkiola.

Aunque un poco lejano, el camino desde Urkiola es muy recomendable, se sigue la vía para subir al Amboto desde Zabalaundi y desde ese collado, rodeando el Ipizte de llega a Leiziaga y de allí a la cumbre.
Tiempos de accesos: 
- Krutzeta (1h 30 m).
- Etxaguen (1h 15 m).
- Gantzaga (1h 30m).
- Oleta (1h 30 m ).
- Urkiola (2h 30 m).